# Strife
A Strife (teljes nevén Strife: Quest for the Sigil) egy First-Person Shooter Role-Playing videójáték, amelyet a Rouge Entertainment fejlesztett. A játék eredetileg 1996 májusában jelent meg Észak-Amerikában a Velocity Inc. által kiadva, míg Európában a Studio 3DO kiadásában. Ez volt az utolsó játék, amelyik az id Tech 1-et, azaz a Doom-motort használta. A cselekmény a "The Order" (magyarul: "A Rend") néven ismert vallási szervezet által átvett világban játszódik; a főhős, egy névtelen zsoldos (akit néha Strifeguy-ként is emlegetett), a "The Order" elnyomó uralmának megdöntésére törekvő ellenállási mozgalom tagjává válik.
A Strife néhány szerepjáték elemmel egészítette ki a klasszikus első személyű lövöldözős játékok dinamikáját, például lehetővé tette a játékosoknak, hogy a játék világában más karakterekkel beszéljenek, vagy fejlesszék a főszereplő képességeit. A korabeli kritikák dicsérték ezeket az újításokat és a történetet, de kritizálták a grafika minőségét és az elavult motort is. Évekkel a megjelenése után a játékot utólag úgy ítélték meg, hogy a maga korában alulértékelték, és olyan játékok előfutáraként írták le, mint például a Deus Ex.
A játék továbbfejlesztett változatát, a Strife: Veteran Edition-t (más néven The Original Strife: Veteran Edition) a Night Dive Studios fejlesztette és adta ki 2014. december 12-én a Steam platformon. A Veteran Edition megjelent Nintendo Switch és Amazon Luna konzolon is.

## Története
A játék a Földön játszódik, valamikor a nem pontosan definiált jövőben, miután egy hatalmas üstökös becsapódott a bolygó felszínére és egy ismeretlen vírus terjedt el róla, ami sok embert megfertőzött. Mind a becsapódásban, mind a fertőzésben milliók haltak meg, míg azok a fertőzöttek, akik túlélték a vírust, mutálódtak és hangokat kezdtek el hallani a fejükben, amit ők egy istenség hangjának gondoltak. Ezek a fertőzöttek megalapították a "The Order" (magyarul: "A Rend") nevű vallásos-fanatikus szervezetet, és rabszolgává tették a lakosság azon részét, akiket elkerült a fertőzés. A túlélők egy szűk csoportja meg tudott menekülni mind a fertőzés, mind a Rend elől és megalapították a "The Front" (magyarul: "A Front") nevű ellenállást, aminek célja, hogy elpusztítsák a Rendet.
A játék kezdetekor a főhőst (aki a Doom játékok főhőséhez hasonlóan egy névtelen, szótlan zsoldos katona) elkapnak a Rend robotkatonái és bebörtönöznek, hogy ott megöljék. A főhős azonban a magánál tartott kés segítségével megöli a katonákat és kiszabadul, majd összetalálkozik egy Rowan nevű emberrel, aki a Front egyik embere, és aki felajánlja neki, hogy csatlakozzon ő is a Fronthoz. A főhős ekkor kap egy kommunikációs eszközt, amelyen keresztül kapcsolatba tud lépni a Front "Blackbird" (magyarul: "Fekete madár") fedőnevű női tagjával, aki az elsődleges kapcsolattartó lesz a Front és a főhős között. Blackbird elvezeti a főhőst a Front titkos bázisához, amely egy templom alatt kiépített földalatti komplexumban van, ahol a főhős találkozik Macillel, a Front vezetőjével. Macil ezt követően több küldetésre küldi a főhőst, amelyeknek célja, hogy fokozatosan meggyengítsék a Rendet. Miután a főhős számtalan küldetés elvégeztével szabotálta a Rendet, Macil úgy véli, hogy eljött az idő, hogy a Front támadást indítson, így a lázadók egy nagy csata során elfoglalják a Rend bázisát – egy nagy kastélyt a város közepén. A csata közben kiderül, hogy ebben a kastélyban van a Rend egyik legfontosabb embere, akit csak "The Programmer" (magyarul: "A Programozó") néven emlegetnek. A főhős megtalálja a Programozót, aki egy zöld színű, felhőszerű űrlény formájában lebeg a kastély belső részében. Miután a főhős sikeresen megölte a Programozót, az elejt egy furcsa fegyvert, amelyet megérintve a főhős eszméletét veszti.
A főhős ezt követően a kastélyban tér újra magához, ami a sikeres támadás miatt immár a Front bázisaként szolgál. Macil elmondja neki, hogy a Programozó fegyvere, amelyet a főhős megérintett, egyike a "Sigil" nevű fegyver öt részének, amelyet a Rend akar megszerezni, hogy az öt részt összerakva egy mindennél erősebb szuperfegyvert kapjanak. Ezt követően megparancsolja a főhősnek, hogy keresse meg a Sigil maradék négy részét, nehogy azok a Rend tulajdonába jussanak. Blackbird segítségével a főhős eljut a "The Oracle" (magyarul: "Az Orákulum") nevű rejtélyes, félig ember-félig robot lényhez, aki elmondja, hogy a Sigil egy másik darabja a "The Bishop" (magyarul: "Az Érsek") nevű embernél található, aki szintén a Rend egyik fontos alakja. A főhös átverekedi magát a Rend katonáin és sok véres küzdelem árán bejut egy erődítménybe, ahol az Érsek bújkál. Kiderül, hogy az Érsek egy kiborg lény, aki valóban magánál tartja a Sigil egyik darabját és annak segítségével megpróbálja megölni a főhőst. Miután a főhős sikeresen megküzdött az Érsekkel, annak testéből szintén egy zöld színű, felhőszerű űrlény lép elő, amelyet a főhős csak a Sigil segítségével tud megölni. Miután ezt sikeresen megtette, a főhős magához veszi a Sigil egy újabb darabját, amelyet az Érsek ejtett el halálakor.
A főhős ezt követően visszatér az Orákulumhoz, hogy ismét a segítségét kérje a következő Sigil darab megtalálásához, aki azonban ekkor elmondja neki, hogy a következő darab a Front vezetőjénél, Macilnél található. Az Orákulum szerint Macil valójában nem is akarja legyőzni a Rendet, hanem a valódi célja, hogy ő vegye át az uralmat a világ felett, amelyhez felhasználja a Frontot és a főhőst is. A játékos ekkor dönthet, hogy melyik lehetőséget választja: vagy hisz az Orákulumnak és visszamegyek a kastélyba, hogy megölje Macilt vagy nem hisz neki és ebben az esetben az Orákulummal küzd meg.
Ha a játékos nem hisz az Orákulumnak és vele küzd meg, akkor annak sikeres legyőzése után ismét egy felhőszerű űrlény távozik a testéből, amelyet legyőzve a főhős megszerez egy újabb Sigil darabot. Ezt követően a főhős visszatér a kastélyba, ahol Macil elmondja neki, hogy a Front kémjei szerint a Rend ártatlan embereket rabol el, akikből kínzások és agymosás után katonákat csinálnak, akik a Rendet szolgálják. Macil utasítja a főhőst, hogy menjen el a "The Factory" (magyarul: "A Gyár") nevű helyre, ahol ezeket a katonákat készítik és pusztítsa el azt. Blackbird azonban elmondja a főhősnek, hogy a Gyár bejáratát egy különleges pajzs védi, amin nem lehet átmenni, ezért a főhősnek előbb le kell mennie bányákba, ahol a Rend rabszolgaként dolgoztat embereket, és egy bizonyos robbanékony ércet kell megszereznie onnan, amivel semlegesíteni tudja a pajzsot. Miután a főhős sikeresen megszerezte az ércet és azzal felrobbantotta a Gyár bejáratát védő pajzsot, bejut a Gyárba, ahol a Rendet szolgáló katonák sokaságával kell megküzdenie. Miután sikeresen átverekedte magát minden ellenfelén, elér a Gyár központi részébe, ahol megpillantja a gépeket, amelyek ártatlan emberekből csinálnak agymosott, a Rendet feltétel nélkül szolgáló kiborg katonákat. A főhős szembesül vele, hogy valójában minden ellenfele, akikkel eddig meg kellett küzdenie valójában nem is robotikus katonák voltak, hanem ártatlan emberek, akiket a Rend alakított át kiborg-katonává .
A Gyárból kijutva Blackbird kapcsolatba lép a főhőssel és elmondja neki, hogy Macil megőrült és egy támadás keretében kétszáz lázadó katonát küldött a biztos halálba. A főhős visszatér a kastélyba, ahol találkozik a félőrült Macil-el, aki elmondja neki, hogy "Ő az egyetlen istenség ezen a világon", majd megtámadja a főhőst. Egy csata alakul ki Macil és a Front katonái, illetve a főhős között, amely végén a főhős és a katonák legyőzik Macil-t, akinek testéből szintén egy felhőszerű űrlény lép ki. Miután a főhős végez ezzel az űrlénnyel is, annak halálakor egy újabb Sigil darab esik ki, így a főhős már négy darabot birtokol.
Macil megölése után Blackbird elmondja a főhősnek, hogy a Rend egy másik oszolpos tagja, a "The Loremaster" (magyarul: "A Bölcs") a Gyárban bújkál és nála van a Sigil utolsó, ötödik darabja. A főhős így visszatér a Gyárba, ahol megtalálja a Bölcset, aki egy hatalmas, robotikus páncélzatban várja őt. Miután a főhős sikeresen megöli őt, megszerzi a Sigil ötödik darabját is, ezzel hozzákerül az elkészült, teljes Sigil szuperfegyver. Blackbird ekkor elmondja a főhősnek, hogy a Gyár éppen ott van, ahová az üstökös becsapódott a Földbe évekkel korábban és ahonnan a fertőzés elindult. A főhős így bemegy a becsapódás helyére, ahol kiderül, hogy az "üstökös" valójában egy űrhajó, amelyen keresztül egy idegen lény érkezett a Földre, akit csak "The Entity" (magyarul: "Az Entitás") néven hívnak. Kiderül, hogy az Entitás felelős mindenért – a vírus, ami elterjedt, valójában egy elmekontrolláló fertőzés volt, amit az Entitás terjesztett el a Földön és akit megfertőzött, annak a gondolatai és cselekedetei felett át tudta venni az irányítást. A zöld színű, felhőszerű űrlények, amik a Rend oszlopos tagjainak testeiből jöttek elő az Entitás részei voltak – ezekkel a felhőszerű lényekkel fertőzte meg a legfontosabb embereket és vette át az irányítást felettük. Az űrhajóba belépve a főhős megpillantja az Entitást, aki a korábban látott űrlényekhez nagyon hasonló: egy hatalmas, zöld színű, felhőszerű űrlény, ami képes lebegni, villámokat szórni és teleportálni. Miután a Sigil segítségével a főhős sikeresen megöli az Entitást, a Rend fertőzött katonái felszabadulnak annak irányítása alól, így a Rend megszűnik. Az űrhajóból kilépve a főhős élőben is találkozik Blackbird-el, aki elmondja, hogy a világ megmenekült és megcsókolja a főhőst.
A történet egy alternatív szálat követ, ha a játékos az Orákulumnál úgy dönt, hogy hisz neki és megöli Macil-t. Ebben az esetben Macil megölése után a főhős megszerzi a Sigil egy darabját, majd visszatér az Orákulumhoz, aki elküldi őt a Gyárba, hogy ott végezzen a Bölccsel és megszerezze a Sigil negyedik darabját. Miután végzett a Bölccsel, a főhős ismét visszatér az Orákulumhoz, aki felfedi előtte, hogy valójában ő akarja megszerezni a Sigil minden darabját, hogy átvegye a hatalmat a Föld felett és csak kihasználta a főhőst. A főhős ezt követően megöli az Orákulumot, majd visszatér a Gyárba, amin keresztül eljut az űrhajóhoz és megküzd az Entitással. Ekkor azonban az Entitás Blackbird hangján szól a főhőshöz – kiderül, hogy Blackbird valójában soha nem is létezett, hanem a főhős is a fertőzés áldozata lett, az Entitás pedig ilyen módon próbálta őt manipulálni. A főhős ekkor megküzd az Entitással, azonban miután megölte azt, egy rosszabb befejezés következik: az Entitás ugyan meghalt, de a Föld romokban hever, az emberiség pedig egy bizonytalan jövő elé néz.
A játéknak egy harmadik befejezése úgy érhető el, ha a játékos (függetlenül attól, hogy az Orákulumnál melyik lehetőséget választotta) meghal az Entitással való küzdelem közben. Ebben az esetben véget ér a játék és egy narráció keretében kiderül, hogy a főhős megölése után az Entitás megszerezte a kész Sigil-t, majd azt felhasználva elpusztította az egész emberiséget.

## Játékmenet
A Strife játékmenete követi a szabványos az első személyű lövöldözős játékokat; a történet egésze a főszereplő szemszögéből játszódik le, és a játék nagy része a Rend gyalogosaival és harci robotjaival vívott harcból áll. A játék során a játékos fokozatosan egyre több kihívással néz szembe: még a játék elején többnyire csak a leggyengébb ellenfelekkel kell megküzdenie, a pályák előrehaladtával egyre nehezebben legyőzhető ellenségekkel kell megküzdenie. A játékos felszerelése is ennek megfelelően változik, a játék előrehaladtával egyre nagyobb sebzéssel bíró fegyvereket tud megszerezni, illetve saját maximális életerejét és páncélszintjét is növelni tudja.
Ugyanakkor a Strife számos újítást is hoz a játékmenetbe, amelyek a korábbi id Tech 1-el készült játékok esetében nem vagy csak csekély mértékben voltak megtalálhatóak. A játék során a játékosnak van egy hátizsákja, amelyben el tud raktározni különböző felszereléseket, mint például életerő csomagokat és páncélzatot. Ezeket aztán bármikor elő tudja venni és felhasználni, így a játék során akkor is fel tudja venni ezeket a pályán elszórt holmikat, ha éppen nincs rájuk szüksége. A hátizsák méretének nincs felső korlátja, a játékos bármennyi felszerelést el tud raktározni benne.
A játék során a játékos pénzt tud gyűjteni, amelyek megtalálhatóak az egyes pályákon elszórva, illetve egyes ellenfelek haláluk után elejtik azt. Pénzért cserébe a játékos a pályákon elhelyezkedő kereskedőknél lőszert, páncélzatot és akár újabb fegyvereket is tud venni. A játékos emellett a pályákon elszórva tud találni lőszert, illetve egyes ellenfelek a haláluk után is ejtenek el. Emellett a játékban, hasonlóan a korábbi id Tech 1 motorral készült játékokhoz, fellelhetőek titkos helyek, amelyek felvehető felszereléseket rejtenek.
A játék számos karaktert tartalmaz, akikkel a játékos beszélgethet vagy kereskedhet. Ezek a karakterek gyakran mellékküldetéseket adnak a játékosnak, amelyek teljesítéséért cserébe felszerelést vagy pénzt kap a játékos; egyes esetekben viszont pénzért cserébe a karakterek információt árulnak el, jellemzően titkos helyekről vagy alternatív útvonalakról.

## Fogadtatás
A játék a mai napig nem túl ismert. A Gamespot 7.0 pontra értékelte.